# Melanella platyacme
Melanella platyacme is een slakkensoort uit de familie van de Eulimidae. De wetenschappelijke naam van de soort is voor het eerst geldig gepubliceerd in 1903 door Sykes.